# Osieck (ville)
Pour les articles homonymes, voir Osieck.
Osieck (prononciation : [ˈɔɕet͡sk]) est une ville polonais de la gmina d'Osieck dans le powiat d'Otwock de la voïvodie de Mazovie dans le centre-est de la Pologne.
La ville est le siège administratif (chef-lieu) de la gmina appelée gmina d'Osieck.
Il se situe à environ 20 km au sud-est d'Otwock (siège du powiat) et à 40 km au sud-est de Varsovie (capitale de la Pologne).
La ville compte approximativement une population de 654 habitants en 2007.

## Histoire
De 1975 à 1998, le village appartenait administrativement à la voïvodie de Siedlce.